# 貝蒂耶省
6°4′N 3°24′W / 6.067°N 3.400°W

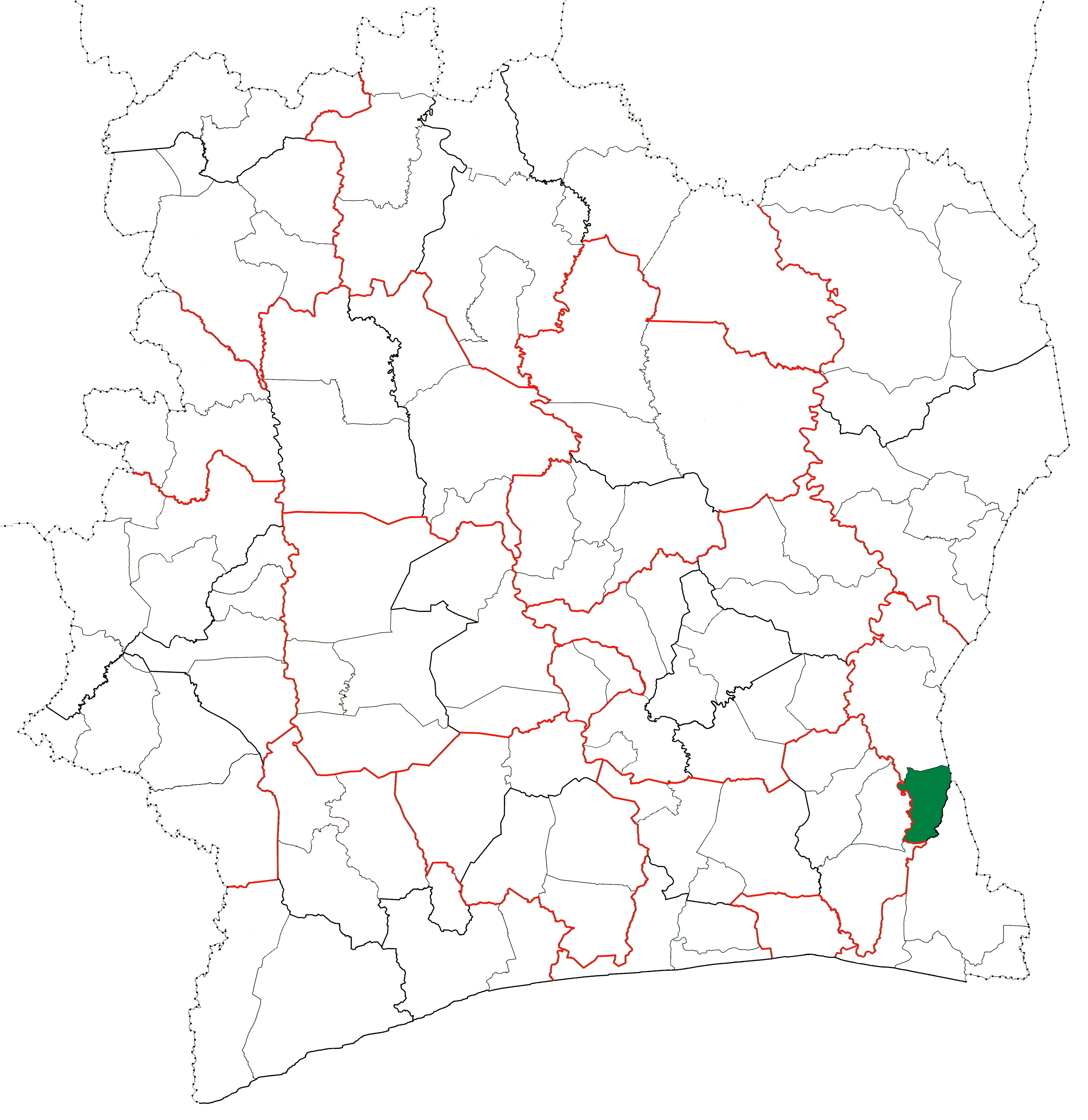

貝蒂耶省（Bettié Department），是科特迪瓦的省份，位於該國東南部科莫埃區，由因德涅-茹瓦布蘭大區負責管轄，北面是阿本古魯省，成立於2008年，2014年人口56,096。